# Adolf Karl Koppen

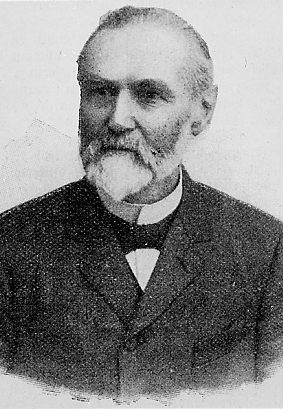
Adolf Karl Koppen (1827–1902)

Adolf Karl Koppen (* 20. November 1827 in Velmeden (heute Stadtteil von Hessisch Lichtenau); † 24. Mai 1902 in Detmold) war ein evangelisch-reformierter Geistlicher und von 1869 bis 1886 Generalsuperintendent in der Lippischen Landeskirche.

## Leben
Adolf Karl Koppen wurde als Sohn des Pfarrers Karl Heinrich Koppen geboren und absolvierte nach dem Abitur am Gymnasium Kassel  ein Theologiestudium an der Philipps-Universität Marburg. 1851 kam er in den Kreis der anstellungsfähigen kurhessischen Kandidaten. Von Oktober 1851 bis Ende Juli 1852 als Lehrer an der höheren Schule in Kaufungen tätig, war er vom 20. August 1852 bis Ende März 1854 Lehrer und Erzieher des Prinzen zu Sayn-Wittgenstein-Berleburg. Im Anschluss war er als zweiter Pastor in Berleburg tätig, bevor er im Juni 1857 die Stelle des dritten Pastors in Detmold antrat und dort am 1. Oktober 1860 zweiter Pastor wurde.
In dieser Funktion hielt er am Grab des verstorbenen Generalsuperintendenten August von Cölln die Trauerrede.
Vom 1. April 1869 bis 1886 war Koppen Generalsuperintendent in der Lippischen Landeskirche.
Er war ein talentierter Redner. Bei der Begräbnisfeier für die Fürstin Emilie zur Lippe  am 9. April 1867 hielt er in der Detmolder Kirche hielt er die Trauerrede. ...„theure Fürstin Mutter als keinen scharf markierten Charakter, der sein eigen selbst mit Energie seiner Zeit und seiner Umgebung aufzuprägen sich bestrebt. Große Weichheit, ein sanftes, mildes, den Menschen, den Verhältnissen, Lagen und Zuständen des Lebens sich anpassendes (…) Wesen war vielmehr der hervorragende Zug ihres Charakters. Sie schickte sich lieber in andere, statt von ihnen zu fordern, daß sie sich ihr fügen sollten. Dazu kam große Rücksichtsnahme, herzgewinnende Freundlichkeit, Milde und Wohlwollen gegen Jedermann (…) Unsere Fürstin Mutter hat während ihres Lebens viele Tränen getrocknet, (…) ihr Gedächtnis wird, dessen bin ich sicher, dem lippischen Volk, sonderlich unter den Bewohnern der Stadt Detmold im Segen bleiben.“ ...
Bei der Einweihung des Hermannsdenkmals am 16. August 1875 war seine Eröffnungsrede vom Kulturkampf geprägt. Kaiser Wilhelm I. hatte vor 30.000 Zuschauern die Parade abgenommen. Zu den Feierlichkeiten wurden keine Katholiken eingeladen. Beim Singen des Chorals „Ein feste Burg ist unser Gott“  wurden bei vielen Teilnehmern antikatholische Gefühle geweckt. Diese Stimmung wurde durch Koppens geistliche Ansprache verstärkt. Er verurteilte  „… die Einstellung der Katholiken zum national erkämpften Reich und bezeichnete sie als „innere Reichsfeinde“. Allein der protestantische Glaube bewahre nach seiner Ansicht das Deutsche Reich vor seinem inneren Zerfall. Den katholischen Glauben bewertete er als Unglauben, wodurch der innere Zusammenhalt der Nation bedroht werde ...“.

### Familie
Koppen war verheiratet und hatte vier Töchter, darunter die Schriftstellerin Luise Koppen (1855–1922).